# Рождественка (Юргамиський район)
Рожде́ственка (рос. Рождественка) — присілок у складі Юргамиського району Курганської області, Росія. Входить до складу Чинеєвської сільської ради.
Населення — 56 осіб (2010, 73 у 2002).